# Umwegrentabilität
Unter Umwegrentabilität versteht man den Umstand, dass der indirekte Nutzen einer Großveranstaltung oder einer bedeutenden touristischen, kulturellen oder infrastrukturellen Einrichtung für eine Region (Umwegrendite) diese gegebenenfalls insgesamt rentabel macht.
Sportereignisse, Konzerte, Messen, Skigebiete, Freizeitparks, Museen und andere Veranstaltungen und Einrichtungen tragen sich häufig nicht alleine aus den Eintrittsgeldern, Standgebühren usw. Öffentliche Geldgeber (Kommunen, Länder, Bund, die EU) sowie private Interessensgruppen (Wirtschaftsfördervereine, Tourismusverbände und ähnliche Organisationen) geben Zuschüsse in der Erwartung, über Umwege eine Refinanzierung zu erhalten. Hier denkt man primär an Übernachtungszahlen und die Gastronomie, eventuell auch an den Einzelhandel, die von Besuchern von außerhalb profitieren können.
Eine Umwegrentabilität im weiteren Sinne ergibt sich eventuell aus der allgemeinen Steigerung der Lebensqualität in der betreffenden Region, welche potentiell Abwanderungstendenzen bremsen oder sogar umkehren kann. Neben den Nutzern profitieren auch die direkt oder bei Dienstleistern Beschäftigten von einer entsprechenden Veranstaltung bzw. Einrichtung. Die Einheimischen, welche man dabei im Blick hat, sind als Fachkräfte, Steuerzahler und Konsumenten für die wirtschaftliche Situation einer Region von großer Bedeutung, weshalb die Steigerung der allgemeinen Attraktivität der Region als nützlich angesehen und gegebenenfalls gefördert wird. Hier sind zumeist die öffentlichen Geldgeber gefordert. Auch zahlreiche Stiftungen und Vereinigungen widmen sich solchen Aufgaben im Rahmen ihrer Möglichkeiten.
Die Investitionen in die Infrastruktur der früheren DDR im Rahmen des Projekts Aufbau Ost ist wohl einer der größten Versuche in dieser Richtung in Deutschland. Typischerweise tritt mit zunehmender Größe des Projekts die Rentabilitätsbetrachtung hinter die gesellschaftspolitische Bedeutung zurück.
Andere Projekte, wie die Elbphilharmonie in Hamburg, gelten als besonders prestigeträchtig. Auch in solchen Fällen ist die Rentabilität de facto zweitrangig.
Der Nachweis, ob eine Umwegrentabilität tatsächlich eintreten wird, ist schwierig: Es müssen gewisse Annahmen über die Höhe der Umwegrendite getroffen werden, deren Realitätsnähe eventuell umstritten ist. Auch im Nachhinein wird die Umwegrentabilität selten nachgewiesen. Das Konzept eignet sich eher für die politische Diskussion um die Rechtfertigung einer Förderung, als für eine Analyse nach betriebswirtschaftlichen Maßstäben.

## Berechnung der Umwegrentabilität im Kulturbereich und Sport
Bei der Berechnung der Umwegrentabilität für Kultur- oder Sportinvestitionen geht es darum, den Gesamtnutzen (direkt und indirekt) in Relation zur Investition zu setzen. Die allgemeine Formel bleibt:
Umwegrentabilität = InvestitionskostenGesamtnutzen − Direkter Nutzen × 100
1. Direkter Nutzen: Einnahmen aus Tickets, Sponsorenverträgen oder Merchandise, die unmittelbar durch die Investition entstehen.
2. Indirekter Nutzen: Zusätzliche wirtschaftliche Vorteile wie erhöhte Touristenzahlen, erhöhte Umsätze in der Gastronomie und Hotellerie, steigende Arbeitsplätze und langfristige Steuereinnahmen.
3. Investitionskosten: Die gesamten Kosten der Maßnahme, einschließlich Baukosten, Instandhaltung und Marketing.
4. Einsetzen in die Formel: Der Gesamtnutzen umfasst hier den direkten und den indirekten Nutzen.

### Beispielrechnung
Angenommen, ein Theaterprojekt kostet 2 Millionen Euro. Durch den Ticketverkauf und Sponsorenverträge werden 500.000 Euro direkt eingenommen. Indirekt bringt das Theater jedoch zusätzliche Einnahmen von 1 Million Euro in die Region (z. B. durch lokale Restaurants, Hotels und Tourismus).
Umwegrentabilität = 2.000.000 (500.000 + 1.000.000) − 500.000 × 100 = 50 %
Das bedeutet, dass die Investition einen zusätzlichen indirekten Wert von 50 % über die direkten Einnahmen hinaus erwirtschaftet hat.